# Eleocharis erythropoda
Eleocharis erythropoda är en halvgräsart som beskrevs av Ernst Gottlieb von Steudel. Eleocharis erythropoda ingår i släktet småsäv, och familjen halvgräs. Inga underarter finns listade i Catalogue of Life.